# Menemerus magnificus
Menemerus magnificus är en spindelart som beskrevs av Wesolowska 1999. Menemerus magnificus ingår i släktet Menemerus och familjen hoppspindlar. Inga underarter finns listade i Catalogue of Life.